# Боднар Борис Євгенович
Боднар Борис Євгенович — український вчений-механік (залізничний транспорт), доктор технічних наук, професор, заслужений працівник освіти України, Заслужений діяч Транспортної академії України, перший проректор Дніпровського національного університету залізничного транспорту імені академіка В. Лазаряна.

## Біографія
Народився 31 жовтня 1949 на Вінниччині. Після закінчення з відзнакою Олександрівської восьмирічної школи в 1965 року навчався в Одеському технікумі залізничного транспорту. Після служби в лавах Збройних сил СРСР у 1973 р. вступив до Дніпропетровського інституту інженерів залізничного транспорту (ДІІТ), де здобув фах інженера-механіка за спеціальністю «Тепловози та тепловозне господарство».
- 1969—1979 працював помічником машиніста, машиністом локомотива.
- від 1971 року почав працювати лаборантом, старшим інженером, асистентом у Дніпропетровському інституті інженерів залізничного транспорту (ДІІТ; нині — Дніпровський національний університет залізничного транспорту імені академіка В. Лазаряна).
- у 1987 р. Борис Євгенович захистив дисертацію та здобув науковий ступінь кандидата технічних наук (тема дисертації «Удосконалення методів випробувань і діагностики тепловозів з гідродинамічною передачею» [Архівовано 13 січня 2020 у Wayback Machine.]).
- у 1989 р. отримав вчене звання доцента.
- 1996 р. захистив дисертацію та здобув науковий ступінь доктора технічних наук (тема дисертації «Теоретичні основи, досвід створення систем випробування та діагностування тепловозів з гідродинамічною передачею»)
- у 1997 році отримав вчене звання професора.
- 2000—2015 рр.—завідувач кафедри «Локомотиви та локомотивне господарство» [Архівовано 10 січня 2020 у Wayback Machine.].
- 2002—2021 рр.—перший проректор Дніпровський національний університет залізничного транспорту імені академіка В. Лазаряна.

## Нагороди
- Почесне звання «Заслужений працівник освіти України» (2000)[1]
- Знак «Почесний залізничник»(1999)
- Почесна грамота Укрзалізниці (2002)
- Почесна грамота Верховної Ради України (2005) та іменний годинник Голови Верховної Ради України (2012)
- Почесною грамотою Міністерства транспорту України(2003)
- Знак «Залізнична Слава» третього ступеня (2004)
- Знак «За сприяння розвитку Південно-Західної залізниці» (2015)
- Почесна відзнака «Заслужений діяч Транспортної академії України» (2016)
- Орден «За заслуги» III ступеня (2020)[2]

## Коло наукових інтересів
Теоретичні розробки з вибору раціональної системи утримування локомотивів з урахуванням їхнього технічного стану; основи розрахунку ефективної організації роботи систем діагностування; методи оцінки впливу системи діагностування локомотивів на систему їхнього утримування; створення систем автоматизованого контролю і діагностування локомотивів, засоби і методи випробування дизелів тепловозів з гідропередачею; способи визначення ефективної потужності дизелів.

## Науковий доробок
Професором Боднаром Б. Є. опубліковано більше 130 наукових праць — монографій, підручників, наукових статей, словників тощо.

## Найважливіші публікації
- Совершенствование методов испытаний и диагностики тепловозов с гидродинамической передачей [Архівовано 20 березня 2022 у Wayback Machine.]: автореф. дис. … канд. тех. наук: 05.22.07 / Б. Е. Бондарь ; Днепропетр. ин-т инж. ж.-д. трансп. — Днепропетровск, 1987. — 19 с. Защита —24 апреля 1987 г.
- Теоретические основы, опыт создания систем испытания и диагностирования тепловозов с гидродинамической передачей [Архівовано 27 січня 2020 у Wayback Machine.] [Рукопись]  : Дис… д-ра техн. наук : 05.22.07 / Б. Е. Боднарь ; Днепропетр. ин-т инж. ж.-д. трансп. — Днепропетровск, 1996. — 375 с. — (в пер.)
- Железные дороги мира в ХХІ веке: Монография / Под ред. Г. Н. Кирпы ; В. В. Корниенко, А. Н. Пшинько, Е. П. Блохин, Б. Е. Боднар, С. В. Мямлин, И. П. Корженевич. — Днепропетровск: Изд-во Днепропетр. нац. ун-та железнодорож. трансп. им. акад. В. Лазаряна, 2004. — 223 с.
- Російсько-український термінологічний словник: Вагони та вагонне господарство. Локомотиви / Б. Є. Боднар, О. О. Бочарова;  В. В. Колбун. — Дніпропетровськ: Вид-во ДНУЗТ ім. акад. В. Лазаряна, 2005. — 163 с.
- Английско-русско-украинский словарь эквивалентных терминов шинной промышленности: Справ. изд. / Сост. С. С. Вербас, А. Н. Пшинько, Б. Е. Боднарь. — Днепропетровск: ИМА-Пресс, 2005. — 160 с. -  = Enqlish-russe-ukrainien dictionary of equivalent terms in tyre indastry. — анг. — рус. — укр.
- Теорія та конструкція локомотивів. Допоміжні системи та устаткування: Підручник для вузів / Б. Є. Боднар, Є. Г. Нечаєв, Д. В. Бобирь . — Дніпропетровськ: Ліра ЛТД, 2008. — 372 с. — Бібліогр.: с. 368—369. — Рек. МОН України
- Теорія та конструкція локомотивів. Допоміжні системи та устаткування: підручник для вузів / Б. Є. Боднар, Є. Г. Нєчаєв, Д. В. Бобирь . — Дніпропетровськ: ПП Ліра ЛТД, 2010. — 369 с. : табл., іл. — Бібліогр.: с. 367—368.
- Теорія та конструкція локомотивів. Основи проектування: підручник для вузів / Б. Є. Боднар, Є. Г. Нєчаєв, Д. В. Бобирь . — Дніпропетровськ: Ліра ЛТД, 2010. — 358 с. : табл., іл. — Предм. покажчик: с. 355—358.
- Теорія та конструкція локомотивів. Екіпажна частина : підручник для вузів / Б. Є. Боднар, Є. Г. Нєчаєв, Д. В. Бобир . — Дніпропетровськ: Ліра ЛТД, 2009. — 284 с. : табл., іл. — Предм. покажчик: с. 278—283.
- Російсько-український словник з механіки: Загальна механіка. Будівельна механіка та опір матеріалів. Деталі машин і механізмів. Підйомно-транспортні машини. Рухомий склад залізниць: словарь / укл.: Б. Є. Боднар, О. О. Бочарова, В. В. Колбун. — Дніпро: Видавець Свідлер А. Л., 2019. — 583 с. — Бібліогр.: с. 9-10.